# Kulloja
Kulloja (nghĩa là Người lao động trong tiếng Việt) là một tạp chí chính trị được xuất bản ở Bắc Triều Tiên. Tạp chí được xuất bản lần đầu tiên vào ngày 25 tháng 10 năm 1946. Nó được xuất bản hàng tháng. Tạp chí, một ấn phẩm chính thức của Ủy ban Trung ương Đảng Lao động Triều Tiên đề cập đến vấn đề khoa học chính trị.